# Peter Slattery
Peter John Slattery (Brisbane, 6 de junio de 1965) es un exjugador australiano de rugby que se desempeñaba como medio scrum.

## Selección nacional
Fue convocado a los Wallabies por primera vez en julio de 1990 para enfrentar a las Águilas, fue suplente del legendario Nick Farr-Jones y disputó su último partido en junio de 1995 ante los Stejarii. En total jugó 17 partidos y marcó dos tries para un total de ocho puntos (un try valía 4 puntos hasta 1993).

### Participaciones en Copas del Mundo
| Mundial                       | Sede       | Resultado        | PJ | Tries |
| ----------------------------- | ---------- | ---------------- | -- | ----- |
| Copa Mundial de Rugby de 1991 | Inglaterra | Campeón          | 3  | 1     |
| Copa Mundial de Rugby de 1995 | Sudáfrica  | Cuartos de final | 2  | 0     |

## Palmarés
- Campeón del Super 10 de 1994 y 1995.